# Gösta Södergren
Karl Gösta Södergren, född 20 november 1902 i Långshyttan, Husby socken, Kopparbergs län, död 12 september 1983 i Sala, var en svensk damfrisör och målare.
Han var son till mjölnaren Karl Gustav Södergren och Ida Enström och från 1929 gift med Rosa Södergren. Han bedrev till en början sin konstnärliga verksamhet som en hobby men övergick 1963 helt till konsten. Separat ställde han ut i Sala och han medverkade i samlingsutställningar på Aguélimuseet i Sala. Hans konst består av stilleben och landskapsskildringar utförda i olja.